# Oelun
Oelun (Oelun-eke = Oelun la mare, turc Oëlün) fou la mare de Genguis Kan.
Estava casada amb Yesugei que va tenir almenys una altra esposa. Si Genguis Kan va néixer el 1155 l'enllaç hauria estat poc temps abans. Temudjin (Genguis) tenia 12 anys quan el seu pare va morir assassinat pels tàtars (1167, però potser vers 1175) i el seu clan li va refusar obediència per considerar-lo massa jove i dèbil, i tot i els esforços de la mare Oelun-eke, els darrers fidels el van abandonar i es van emportar els ramats. Temudjin, desposseït, va quedar amb la seva mare, i els seus germans Qassar, Qatchiun i Temugé i dos germanastres (fills d'un altre esposa) Bekter i Belgutai. Aquest grupet va quedar en la misèria, reduït a viure de la casera i de la pesca a la zona de la muntanya Kentei, llavors anomenada mont Burkan Qaldun, situat a les fonts de l'Onon.
Tedmujin, la seva mare i els seus germans van sobreviure uns anys de la cacera i pesca. Més tard Oelun es va tornar a casar amb Munglik. El fill d'aquest fou el xaman Koktchu o Tabatängri, que fou el que va proclamar kakhan a Genguis Kan el 1206.
Durant un temps Koktchu va conspirar per dirigir l'imperi. Primer va provar de desfer-se de Qassar, el germà biologic de Genguis Kan, del que va anunciar al kan que si no es desfeia d'ell, estava en perill; Genguis Kan el va empresonar i el va privar d'honors, però li foren restituïts per intercessió de la reina mare Oelun-eke.